# Alteveer (De Wolden)
Alteveer is een dorp in de Nederlandse provincie Drenthe, gemeente De Wolden, met 820 inwoners per 1 januari 2023. Alteveer is een veenkolonie uit de zeventiende eeuw. Het is een lintdorp met aan de zuidkant van het lint enige nieuwbouw.

## Voorzieningen
In het dorp is een protestantse kerk. Van oudsher was deze gereformeerd. Tijdens het samen-op-weg-proces werd er wel al samengewerkt met de hervormde gemeente in het buurdorp Kerkenveld; in 2011 gingen beide samen in het grotere kerkgebouw in Alteveer als algemeen protestantse gemeente.
In Alteveer is ook een protestants-christelijke basisschool (CBS de Wegwijzer). Daarnaast zijn er een kroeg, snackbar en een kinderopvang te vinden.
Alteveer vormt samen met Kerkenveld een tweelingdorp waardoor de twee dorpen samen meerdere voorzieningen hebben. Zo zijn er in Kerkenveld een kapperszaak, sportvelden en een openbare basisschool. Verder zijn er geen voorzieningen aanwezig en is het dorp aangewezen op Zuidwolde of Hoogeveen.

## Omgeving
De omgeving bestaat uit landbouwgebied (veenontginningen) en kleine bospercelen. Ten westen van het dorpsgebied ligt het Steenberger Oosterveld, het grote bosgebied van Zuidwolde.

## Naam
Het verhaal wil dat Alteveer vroeger Altever werd genoemd. Alteveer was eigendom van een grootgrondbezitter uit Echten (Drenthe) en omdat de afstand tussen Echten en het betreffende stuk grond heel groot was werd het al-te-ver genoemd, dat weer verbasterd werd tot Alteveer.

## Geboren in Alteveer
- Hendrik Sikkens (1893-1991), politicus